# Raúl Anganuzzi
Raúl Anganuzzi (født 20. juli 1906) var en argentinsk fægter som deltog i de olympiske lege 1928 i Amsterdam. 
Anganuzzi vandt en bronzemedalje i fægtning under Sommer-OL 1928 i Amsterdam. Han var med på det argentinske hold som kom på en tredjeplads i holdkonkurrencen i fleuret efter Italien og Frankrig. De andre på holdet var Roberto Larraz, Carmelo Camet, Héctor Lucchetti og Luis Lucchetti.